# Renate Wimmer
Renate Wimmer (* 2. Januar 1970 in Altötting) ist eine deutsche Juristin. Sie ist seit dem 9. April 2015 Richterin am Bundesgerichtshof.

## Leben und Wirken
Wimmer trat nach Abschluss ihrer juristischen Ausbildung 1996 in den Justizdienst des Freistaats Bayern ein und war zunächst bei der Staatsanwaltschaft Landshut und im Bayerischen Staatsministerium der Justiz tätig. Im März 1999 wurde sie dort zur Regierungsrätin ernannt. Im September 1999 erfolgte ihre Ernennung zur Richterin am Landgericht Landshut. 2005 wechselte Wimmer zur Staatsanwaltschaft Landshut zurück. 2008 wurde sie zur Oberstaatsanwältin bei der Generalstaatsanwaltschaft München ernannt. Seit 2011 war sie bei der Staatsanwaltschaft München I tätig. 
Das Präsidium des Bundesgerichtshofs wies Wimmer zunächst dem insbesondere für das Werkvertrags-, Handelsvertreter- und Zwangsvollstreckungsrecht zuständigen VII. Zivilsenat zu. Von Juni 2016 bis Dezember 2018 war sie als Ermittlungsrichterin am Bundesgerichtshof, vom 1. Januar 2019 bis 31. August 2022 als Beisitzerin im 3. Strafsenat tätig. Zum 1. September 2022 wechselte Wimmer in den 1. Strafsenat, der vor allem für das Steuerstrafrecht zuständig ist.